# Christian de Duve

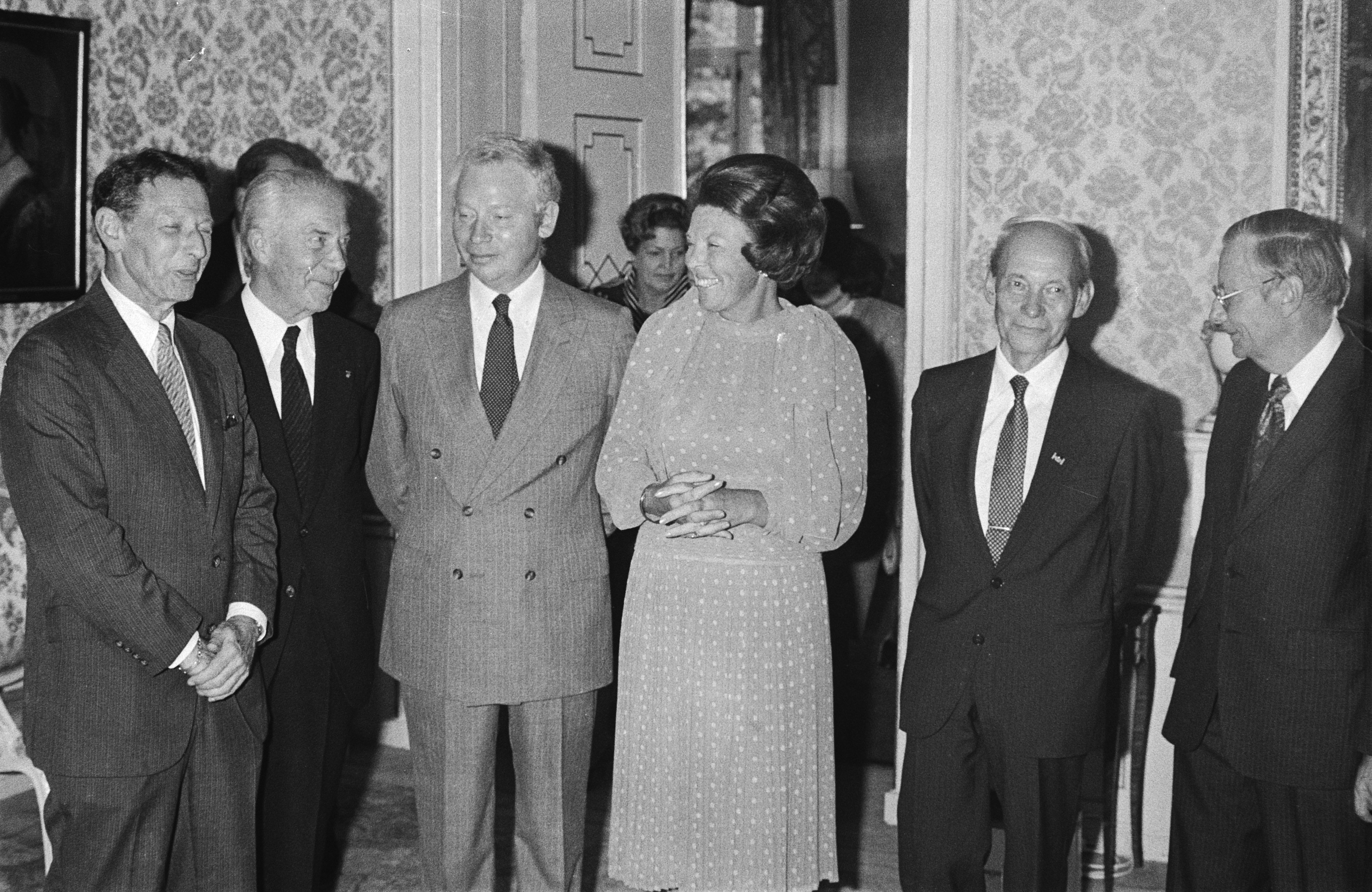
Paul Berg, Christian de Duve, Steven Weinberg, Beatrix, Manfred Eigen, Nicolaas Bloembergen (1983)

Christian René Marie Joseph burggraaf de Duve (Thames Ditton (Surrey), 2 oktober 1917 – Graven, 4 mei 2013), lid van de Belgische familie De Duve, was een medicus, biochemicus en cytoloog. Hij was de ontdekker van de celorganellen lysosoom en peroxisoom. Verder deed hij onderzoek naar insuline en glucagon. Hij kreeg hiervoor in 1974 de Nobelprijs voor geneeskunde. In 1990 werd jonkheer de Duve vereerd met de persoonlijke titel burggraaf. Zijn wapenspreuk luidde Per vivum ad verum (Lat. "door het levende naar de waarheid").

## Biografie

### Jeugd en opleiding
De Duves ouders waren tijdens de Eerste Wereldoorlog naar het Verenigd Koninkrijk gevlucht en keerden in 1920 terug naar België.
Hij groeide op in Antwerpen en deed middelbare studies aan het Onze-Lieve-Vrouwecollege. 
In 1934 begon hij aan een studie geneeskunde aan de Katholieke Universiteit te Leuven. Na deelname aan de Achttiendaagse Veldtocht en een korte gevangenschap kwam hij naar Leuven terug en studeerde af als arts in 1941. Hij was vastbesloten om het mechanisme van de werking van insuline op te helderen en begon in het laboratorium van professor J.P. Bouckaert zijn onderzoek naar het effect van insuline op de opname van glucose. Hij was ervan overtuigd dat de oplossing lag in de biochemie, en besloot ook een graad in de scheikunde te halen. Hij combineerde deze studie met een stage op het Kankerinstituut in Leuven. In 1945 presenteerde hij een proefschrift onder de titel Glucose, Insuline et Diabète. In 1946 werd hem ook nog licentiaat in de scheikunde verleend.

### Docent en onderzoeker
Na de Tweede Wereldoorlog werkte de Duve anderhalf jaar bij het Medisch Nobel Instituut in Stockholm (Zweden), en vervolgens een half jaar bij de Universiteit van Washington. 
In 1947 keerde hij terug naar de U.C.L. en begon toen aan een gelijklopende carrière als docent en als onderzoeker eerst bij de UCL, en vanaf 1962 ook bij de Rockefeller University in New York. Hij was eerst docent fysiologische chemie en werd in 1951 gewoon hoogleraar. Hij zette een klein onderzoekslaboratorium op, waar de nadruk lag op onderzoek naar de werking van insuline en glucagon. In New York richtte hij een tweede onderzoeksgroep op, die nauw samenwerkte met de onderzoeksgroep in Leuven. 
In 1974 richtte de Duve het International Institute of Cellular and Molecular Pathology (ICP, nu de Duve Institute geheten) op, gelegen in Brussel en waarvan hij voorzitter werd.
Zijn opzoekingen over cellulaire structuren resulteerden in vooruitgang op het gebied van biochemie en genetica. Bij het onderzoek stuitte hij op een onverklaarde vertraging in de werking van het enzym fosfatase, en richtte zijn onderzoeksinspanning hierop. Zijn veronderstelling was dat het enzym niet vrij in het cytoplasma voorkwam, maar omhuld wordt door een membraan. 
Verder onderzoek leidde tot de identificatie van een nieuw celorganel dat in 1955 de naam lysosoom kreeg. Later ontdekte hij nog een nieuw celorganel: het peroxisoom. Voor dit onderzoek ontwikkelde hij nieuwe onderzoeksmethoden. In 1955 beschreef hij voor het eerst het lysosoom en in 1965 het peroxisoom. In 1963 ontdekte hij autofagie en bedacht de term die vanuit het Grieks komt "Auto" wat "zelf" betekent en "phagein" wat "eten" betekent refererend naar het zelf eten proces in cellen.
Zijn werk droeg bij aan de consensus over de endosymbiontentheorie: het idee dat mitochondria, chloroplasten en mogelijk andere organellen van eukaryotische cellen afstammen van prokaryotische endosymbionten, die later onderdak vonden in eukaryotische cellen.
De Duve kwam met het hypothese dat peroxisomen mogelijk de eerste endosymbionten waren, die cellen in staat stelden om de stijgende concentratie vrije zuurstof in de aardatmosfeer te overleven. Maar omdat peroxisomen anders dan mitochondria en chloroplasten geen DNA bevatten, is er minder bewijs voor het geval van de peroxisomen.

#### Oorsprong en evolutie van het leven
Nadat hij in zijn verschillende functies emeritus was geworden, besliste de Duve de hem resterende jaren te besteden aan de studie van de oorsprong en de evolutie van het leven. Hij schreef er drie boeken over, die in verschillende talen werden vertaald. Hij nam zich voor zijn laatste levensjaren te wijden aan verder onderzoek over de vraag of onze betere kennis van het leven en het brein ons meer kan vertellen over de structuur en de betekenis van het universum.

### Overlijden
Christian de Duve overleed op 4 mei 2013 nadat terminale kanker was vastgesteld en hij beslist had door euthanasie uit het leven te stappen.

### Privé
Christian de Duve was de zoon van jonkheer Alphonse de Duve (1883-1961), immobiliënmakelaar, en van Madeleine Pungs (1884-1977).
Hij trouwde in 1943 met Janine (Ninon) Herman (1922-2008) en ze kregen twee zonen en twee dochters:
- Thierry (1944), hoogleraar universiteit Rijsel, historicus en theoreticus van moderne en hedendaagse kunst
- Anne (1946), antiquair
- Françoise (1951), kunsthistorica, kunstschilder
- Alain (1953-2015), Belgisch kampioen bridge

In oktober 2007 werd ter gelegenheid van zijn 90e verjaardag een galadiner georganiseerd, waarop onder anderen prinses Astrid en prins Alexander aanwezig waren.

## Lidmaatschappen en onderscheidingen
De Nobelprijs die hij ontving voor zijn ontdekking van het lysosoom en peroxisoom deelde hij met Albert Claude en George Emil Palade.
De Duve werd lid van de:
- Koninklijke Academie voor Geneeskunde van België
- Académie royale de médecine de Belgique
- Pauselijke Academie voor Wetenschappen
- National Academy of Sciences (VS)
- Académie des Sciences (Parijs)
- Akademie der Naturforschung Leopoldina
- Académie Européenne des Sciences
- Académie des Sciences d'Athènes
- Royal Society sedert 1988 (buitenlands lid).
- Academia Europaea sedert 1989

Naast de Nobelprijs voor geneeskunde 1974, verkreeg hij ook de 
- Francquiprijs 1960, en de
- Dr. H. P. Heinekenprijs 1973

De Duve was doctor honoris causa van talrijke universiteiten.